# 徐家镇 (巫溪县)
徐家镇，是中华人民共和国重庆市巫溪县下辖的一个乡镇级行政单位。

## 行政区划
徐家镇下辖以下地区：
徐家社区、高洪村、安阳村、塘垭村、大宝村、岔路村、顺阳村、窑湾村、古树村、枣树村、龙花村、双金村和龙店村。